# 京都迷宮案内の登場人物
京都迷宮案内の登場人物（きょうとめいきゅうあんないのとうじょうじんぶつ）は、テレビ朝日系でシリーズ化されたテレビドラマ『京都迷宮案内』に登場する主な架空の人物について解説する。

## 京都日報

### 主人公とデスク
杉浦恭介（すぎうら きょうすけ）
演 - 橋爪功
経歴：京都日報京都府警記者クラブ（第1シリーズ - 第5シリーズ）
→ 京都日報本社社会部遊軍（第6シリーズ - ）
元々は東京の新聞社（大東新聞）でキャップを務めていたが、管理職に収まるのを良しとせず、スタート時から第5シリーズまでは、京都日報京都府警記者クラブのヒラ記者となる。
東京時代以前は、大東新聞函館支局の記者だった。単身赴任でやってきた京都で、函館時代のかつての同僚達と15年振りに再会する（2001年スペシャル）。
妻（「ママ」と呼んでいる）と娘は現在も東京に住んでおり、「田舎亭」で下宿生活を送る単身赴任の身である。
娘の結婚の話題になると不機嫌になる。たとえ中高生相手であっても容赦なく正論をぶつけ、皮肉を言いがちなため、つた子らからはひねくれ者と認知されている。
「田舎亭」ではお茶漬けを食べているシーンが多く、気に入っている様子。
毎回クライマックスでの「違う!!」の口癖はお約束。
喫煙者であり、時折タバコを吸うシーンがあるが、杉浦の持つライターの火力が最大以上の火力になっており、火を付けるたびに驚いている（一向に火力が弱くなる気配は無い）。
酒癖が悪く、周囲からは迷惑がられている節がある。
事件現場などに移動する時は全力疾走することがほとんど。公共交通機関を利用しても、下車した後はやはり全力疾走。取材時の鞄はリュックを愛用している。
第3シリーズ9話にて仲良くなった事件関係者が傷害事件を起こした際はショックで自室に閉じこもったが（つた子ら曰く「冬眠で春まで出てこない」）、次の10話では何事もなかったように出勤していた。
第6シリーズからは本社社会部遊軍へ異動となり、「遊軍だけに、遊ぶことを見つけたり」と以前の府警記者クラブ時代よりも仕事と関係ないことに興味を持って没頭していたが、出世亡者の社会部部長・城戸の出現によりリストラに遭いかけるも、つた子の機転により、週1本のコラム「京の散歩道」を執筆することに。
第8シリーズ最終話では辞表を提出したものの、思うところがあり、第9シリーズ第1話であっさりと復職した。
「デリカシーに欠ける、人を傷つける記事を書かない」のが信条。
橘つた子（たちばな つたこ）
演 - 野際陽子
経歴：京都日報京都府警記者クラブ（第1シリーズ - 第5シリーズ）
→ 京都日報本社社会部遊軍（第6シリーズ）
→ 京都日報本社社会部デスク（第7シリーズ - ）
スタート時から第5シリーズまでは京都日報京都府警記者クラブのキャップだったが、第6シリーズでは杉浦と同様、本社社会部遊軍へ異動し、ヒラ記者に一転降格。
第7シリーズからは「本社社会部デスク」に返り咲き、再び杉浦の上司となる。
遊軍を離れても遊軍スペースに顔を出すこともしばしば。
出世亡者である社会部部長・城戸のリストラ計画から救おうと杉浦に週1本のコラム「京の散歩道」を執筆することを提案したり、再度杉浦と大洞が同じ下宿に住めるように京都府警に根回しするなど、優しい一面も見受けられ、要所で杉浦に助け舟を出している。
大抵は「（橘）デスク」（主に円谷）と呼ばれているが、渚は「つた子さん」、大洞からは「キャップ」と呼ばれている。
大洞からは好意を寄せられているが、本人は意に介さない。
日々杉浦には振り回されており、毎シリーズ1度は「杉浦!!」と絶叫するのがお約束。

### 京都府警記者クラブ
藤原由美
演 - 大河内奈々子（第1シリーズ）
記者。杉浦からは「お嬢」と呼ばれていた。
高階登
演 - 西村和彦（第1シリーズ）
記者。たまに杉浦からは「階（しな）ちゃん」と呼ばれていた。
取材の足としてペスパを愛用する。
中根景信
演 - ベンガル（第1シリーズ）
記者。大の阪神ファン。杉浦とつた子からは「中やん」、高階からは「中さん」と呼ばれていた。
坂井陽平
演 - 的場浩司（第2シリーズ - 第5シリーズ）
記者。杉浦からは「陽平」と呼ばれていた。父親の陽一郎も新聞記者で、「名文家」と一目置かれる人物であったが、当人にとってはかなりコンプレックスになっていた。
森田悦子
演 - 大路恵美（第2シリーズ - 第5シリーズ）
記者。杉浦からは「悦ちゃん」や「悦子」と呼ばれていた。

### 本社社会部
曽ヶ端渚（そがばた なぎさ）
演 - 国生さゆり（第6シリーズ - ）
杉浦と同じく本社社会部遊軍の記者（3人の子持ち）。夫はトラックの運転手。
家事と子育てに完璧を求めるタイプで、仕事場に洗濯物やアイロンを持ち込み、杉浦からは迷惑がられている。
元は町回り出身。無類の庶民感覚や日常感覚の持ち主。
子どもが犠牲になる事件などには感情的になりがちで、杉浦から釘をさされている。シリーズが進むにつれ、成長を認められるようになっていく。
大抵は「渚」、つた子や大洞・城戸からは「曽ヶ端」と呼ばれているが、杉浦からは「ミミズク」や苗字をもじって「じゃがバター」と呼ばれている。
第8シリーズ最終話にて取材中に失態をしでかし、整理部へ異動となったが、第9シリーズ第3話で遊軍に欠員が生じたために復帰した。
円谷晋作（つぶらや しんさく）
演 - 小木茂光（第6シリーズ - ）
京都日報本社社会部遊軍長。杉浦と渚の直属の上司。既婚。
物腰は渚と対照的で常に沈着冷静なクールガイ。おっとりとしたところは大人の風格が漂う。要所要所では確実に仕事をこなす。
つた子とは異なり、杉浦にプレッシャーをかけず、尊敬を抱いて接する。
杉浦が復職できたのは、円谷が辞表を受理せずに休職扱いにしたためである。
演じる小木は第2シリーズ第7話でゲスト出演済み。
城戸剛史（きど たけし）
演 - 西田健（第7シリーズ - ）
本社社会部部長。
「記事を書かない記者は要らない」という出世亡者。杉浦の復職を心から喜んでいない。事あるごとに小言を言うため、杉浦やつた子、渚から煙たがられている。
「杉浦をいつリストラしようか」と企んでおり、ダンディーで冷徹そうに見えるが、シャイで優しい一面も見せている。
杉浦やつた子からは、たまに陰で、その風貌から「タコ」と呼ばれてしまっている（田舎亭の女将からは「落武者」と呼ばれた）。
演じる西田は坂井陽平の父・陽一郎役でゲスト出演済み。
和田隆
演 - 鶴田忍（第1シリーズ - 第5シリーズ）
本社社会部部長。
久保正
演 - 小川剛（第2シリーズ - 第5シリーズ）
本社社会部記者。

## 田舎亭
良成貞子（よしなり さだこ、役名表記は『新・京都迷宮案内』シリーズのOPから）
演 - 市田ひろみ
杉浦と大洞浩次郎が下宿している「田舎亭」の女将。料理上手で漬け物も自家製である（杉浦たちがよくお茶漬けのお供に食べている）。
サバサバした性格だが、生粋の京女のため、京都に関するうんちくを語り出すと長くなる。
杉浦と大洞の世話をすることが息子の世話をしているようで嬉しい様子（世話を焼かないと「調子が狂う」らしい）。ただし、杉浦が酔って帰ると面倒に巻き込まれるため、関わり合いにならないようにしている。
大抵は「女将さん」と呼ばれており、レギュラー陣で関西弁を話す数少ないキャラクター。
大洞浩次郎（おおぼら こうじろう）
演 - 北村総一朗（第2シリーズ - ）
第2シリーズ第1話で亡くなった、大洞善一朗の双子の弟（京都府警総務部長）。杉浦と同じ「田舎亭」に下宿している。独身。酒好きで、年代物の洋酒に目がない。
リニューアル後もそのポジションは変わらず、階級は警視正。仕事とプライベートはしっかり区別しているようで、杉浦から仕事ぶりは信頼されている。
府警記者クラブ時代につた子とは知り会い、それ以来「キャップ」と呼んで好意を寄せている（何かと理由をつけ、つた子に会いにやって来てはアプローチを掛けたり協力したりするが、ことごとく失敗している）。
「職場も魅力が失せた」「あの頃は良かった」が口癖で、正確に過去の思い出は語れるが、朝食時に何を食べたのかは思い出せない（「健忘症が激しくなった」と気に病んでいる）。
つた子同様、杉浦には日々振り回されている。
第4シリーズ第1話や第8シリーズ最終話で一旦下宿を出たが、すぐに戻って来た。

## 京都府警察
中風明世
演 - 島木譲二（第1シリーズ - 第3シリーズ第10話）
陰で「タコ」と呼ばれるが昔気質な「デカ」。杉浦やつた子に対しては表向き邪険であるが、犯人の有力情報を融通する仲であり、お互いに認め合っている。年老いた母親と二人暮らしの独身であったが、容疑者の追跡中に通りかかった車に轢かれて殉職する。
市川伊織
演 - 辻本茂雄（第3シリーズ第10話 - 第5シリーズ）
中風の後任として出演。杉浦やつた子からは「一課のアゴ」と言われる。前任の中風と比べ情報の融通はなく、杉浦やつた子に対しては邪険に接する。
高原真吾
演 - 伊東貴明（第3シリーズ - 第5シリーズ）
刑事。
五十嵐修子
演 - 真瀬樹里（第3シリーズ - 第5シリーズ）
婦警。

## その他
大洞善一朗
演 - 北村総一朗（第1シリーズ・二役）
大洞浩次郎の双子の兄。
一見するとヤクザ風の格好をしている。府警クラブの中に居るが、京都日報のライバル紙であるデイリー京都のキャップ。府警クラブの牢名主でもあり、横柄な態度を取っている。
つた子の隠れファンである。
第2シリーズからは故人。第1話にて遺影で登場する。
磯貝
演 - 谷口高史（第3シリーズ）
謎の不動産屋。
向島良房
演 - 谷口高史（2001年スペシャル - 第5シリーズ）
大東新聞・京都府警記者クラブキャップ。
掃除のおばちゃん
演 - 美松艶子（第3シリーズ - 第5シリーズ）

花田逸平
演 - 石田靖（第7シリーズ第1話・第3話・第6話・2時間スペシャル〈2005年〉）
神出鬼没の僧侶。スクーターを愛用。杉浦が外回り中に出くわすことが多い。
知らないうちに杉浦にヒントを与えていることもしばしばあった。
画家
演 - カズ山本（第7シリーズ第4話・第6話・2時間スペシャル〈2005年〉）
杉浦が外に出ているときに、スケッチしているシーンが多い。2005年の2時間スペシャルで、花田逸平の師匠であることが判明し、シーズン中描いていたスケッチは、杉浦が煙草をくゆらしている姿だったことも判明する。

## 特別出演
鶴丸あや
演 - 名取裕子（第7シリーズ第1話）
京都地検検事。『京都地検の女』の登場人物。
北村鉄男
演 - 船越英一郎（第7シリーズ第1話）
京都府警捜査一課の刑事。階級は警部。『京都地検の女』の登場人物。
太田勇一
演 - 渡辺いっけい（第7シリーズ第1話）
京都地検事務官。『京都地検の女』の登場人物。

## ゲスト
第1シリーズ / 第2シリーズ / 第3シリーズ / スペシャル（2001年） / 第4シリーズ / 第5シリーズ / 第6シリーズ / 第7シリーズ / スペシャル（2005年） / 第8シリーズ / 第9シリーズ / スペシャル（2007年） / 第10シリーズ / スペシャル（2009年）

### 京都迷宮案内 第1シリーズ（1999年）
第1話「事件記者、魔界に挑む！」
- 琴塚美奈子（設計事務所経営） - 小川知子
- 野村健章（占い師） - 立川三貴

第2話「嵐山十三詣りの謎」
- 矢代真穂（美穂の妹） - 渡辺梓
- 矢代美穂（人形作家） - 山下容莉枝

第3話「一条戻り橋の謎」
- 松村さやか（糸川の娘・バスガイド） - 中江有里
- 糸川正（殺人犯） - 岡本富士太

第4話「雨夜の幽霊伝説！」
- 月島圭子（宮部彩子の弟子） - 中島ひろ子
- 清水大樹（時代劇の助監督） - 林泰文

第5話「幻の銘菓の謎！」
- 小嶋（京職人の会「雅の会」会長） - 重久剛一
- 今村（和菓子屋「いまむら」主人） - 塩見三省

第6話「消えた事件記者の謎！」
- 稲葉仲吾（誘拐犯） - 前田吟
- 村山沙由梨（土木会社社長夫人） - 高木まみ子

第7話「不幸の手紙の罠！」
- 田崎雄一 - 鶴見辰吾

第8話「記憶喪失の少女！辻地蔵の謎!!」
- 白川映子（絵里花の母） - 魏涼子
- 白川絵里花（記憶喪失の少女） - 黒川芽以

最終話「美人秘書行方不明の謎！」
- 美濃部皐月（刑事） - 吉野公佳
- 薄田六童（華道家元） - 羽場裕一
- 宮川（新しい秘書） - 真瀬樹里

### 京都迷宮案内2 第2シリーズ（2000年）
第1話「今夜、あの事件記者が帰ってくる！涙の絶唱!! 亡き美女を恋うる歌」
- 倫太郎 - 北村和夫

第2話「紅葉の死化粧! 鴨川に流れた赤い殺意!!」
- 高見美冬 - 荻野目慶子

第3話「過去を盗んだ女！涙に濡れた花嫁衣装!!」
- 野崎由紀子（岡野の婚約者） - 大沢逸美
- 岡野達也（坂井陽平の後輩） - 斉藤陽一郎

第4話「月曜日の女の秘密！老舗旅館に潜む殺意」
- 松田紀代（料理旅館「桔梗亭」女将） - 波乃久里子

第5話「張り込まれた女！京みやげ店に仕組まれた罠」
- 垣見（銀行強盗の容疑者） - 松澤一之
- 弓子（垣見の元妻・土産店「玉手箱」経営者） - 中原果南

第6話「作られた死体!? 京の茶漬けに隠された謎」
- 樋口かなえ（今壱の娘） - 若林しほ
- 安楽亭今壱（落語家）  - 笑福亭松之助
- 塩見（かなえの友人）  - 角田英介

第7話「対決！京料理人VS美人評論家 幻の味が暴く真実!!」
- 美緒（料理評論家） - 水島かおり（少女期：戸田紗耶未）
- 五郎（名店「香月」板前） - 小木茂光

第8話「京友禅をめぐる愛憎 青いつけ爪の女!!」
- 村田英治（古代染の作家） - 大沢樹生

最終話「スクープを用意した女！京の雨に洗われた憎しみ!!」
- 望月妙子（美容学校生徒） - 星野真理
- 望月（妙子の父・京洛タイムスの記者） - 山本学

### 京都迷宮案内3 第3シリーズ（2001年）
第1話「絵葉書の街・思い出に縛られた女」
- 島袋幸恵 - 野波麻帆
- 照屋日出子（幸恵の高校の同級生） - 持田理沙

第2話「だまされた事件記者！壊れた京豆腐の秘密」
- 石田フキ - 浅利香津代
- 石田善一郎（豆腐屋主人） - 東野英心
- 井上 - 相島一之
- 小島 - 田中優樹

第3話「鬼母と言われた女！保険金疑惑？消えた兄妹の謎」
- 北嶋郁江（飲み屋経営） - 宮崎美子
- 北嶋幸一（郁江の息子） - 栗原卓也
- 北嶋あかね（郁江の娘） - 石川夢

第4話「雨の舞妓殺し！古都巡礼、復讐のカウントダウン」
- 三浦絹恵（芳恵の妹） - 黒坂真美
- 戸山耕治（会社社長） - 大沢健
- 三浦芳恵（舞妓） - 楳崎静香

第5話「殺人犯を愛した女！時効直前・夫に話せない過去!!」
- 長谷川靖子（二宮の元愛人・骨董屋従業員） - 渡辺典子
- 長谷川信哉（靖子の夫・元刑事） - 遠藤憲一
- 二宮純次 - 立川三貴

第6話「殺意の訪問者！京都慕情を歌う哀しい女の秘密!!」
- 吉永朝子（元ホステス） - 白島靖代
- 副島徹（会社員） - 伊藤高
- ホテルの掃除婦 - 渚ゆう子

　
第7話「利用された父子の絆！老舗料亭に潜む罠!!」
- 黒崎満男（料亭「桜花亭」出入りの配膳師） - 寺田農
- 谷川英子（料亭「桜花亭」女将） - 平淑恵
- 黒崎信一（黒崎の息子） - 川口真吾
- 槌田（料亭「桜花亭」番頭） - 岩尾正隆

第8話「欲望の三姉妹！京漬物に隠された真実!!」
- 前園月子（美佐の三女） - 美保純
- 前園美佐（漬物屋社長） - 淡路恵子
- 前園松子（美佐の長女） - 紅萬子
- 前園竹子（美佐の次女） - 松井紀美江

第9話「京料理若おかみ殺人！壊された恋物語」
- 緒方尚哉（小料理屋「孝子」常連客） - 升毅
- 古田義男 - 勝部演之
- 古田雅樹 - 大山健
- 能勢孝子（小料理屋「孝子」女将） - 岩本千春

第10話「涙のスクープ！狙われた女子高生たちの謎」
- 内野（警視官） - 大林丈史
- 内野襟子 - 斉藤のぞみ
- 宮島真里（女子高生） - 白川みなみ

第11話「殺人犯を待つ女！京都〜天橋立、運命の再会!!」
- 安達明子（安達の別居中の妻） - 有森也実
- 川端（京都日報宮津支局の支局長） - 河西健司

第12話「復讐のスクープ！連続殺人を待つ男女!!」
- 塚田健二（南の助手） - 水橋研二
- 南邦子（南の妻） - 三田篤子
- 南圭介（フリーカメラマン） - 蟷螂襲

第13話「スクープの罠！保険金殺人犯の秘密!!」
- 雨宮治彦（毒殺事件の容疑者） - 本田博太郎
- 小野薫 - 棟里佳

第14話「盗まれた赤ん坊を追え！古都を走る女の謎」
- 村瀬良江（主婦） - 石堂夏央
- 槇原丈雄 - 八嶋智人
- 村瀬雅治（良江の夫） - 長原成樹

第15話「よそ者と言われた女！偽りの町家暮らし!!」
- 池波伊都子（市議会議員候補） - 中田喜子
- 池波詩織（伊都子の娘） - 遊井亮子
- 佐伯 - 伊藤洋三郎

第16話「哀しい殺人者！赤い京野菜に秘められた謎」
- 日向佳子 - 根岸季衣
- 西島よね子 - 路井恵美子

第17話「哀しき社長夫人！偽りの幸福に縛られた女」
- 小倉峰子（酒造会社副社長） - 星由里子

最終話「復讐を呼ぶスクープ！悪女になった美人記者!!」
- 河野美幸（新聞記者） - 中山忍
- 渡瀬恒彦（役者） - 渡瀬恒彦

### 京都迷宮案内 スペシャル（2001年）
「時効直前、15年目の真実！美容師殺しが呼ぶ新たな殺意・京都〜函館、哀しみの女がさまよう果てに」
- 三枝光輝 （函館で土産物店を経営・大東新聞函館支局の元記者 杉浦恭介のかつての同僚）- 勝村政信
- 勝又直美（貴船 川床料理「左源太」女将） - 香山美子
- 勝又辰雄（貴船 川床料理「左源太」経営・直美の夫） ‐ 梨本謙次郎
- 吉村加奈子（函館でスナックを経営・大東新聞函館支局の元記者 杉浦恭介のかつての同僚） - 床嶋佳子

### 京都迷宮案内4 第4シリーズ（2002年）
第1話「鬼と呼ばれた女社長」
- 有働早苗（ホテルチェーン社長） - 野川由美子
- 有働篤志（早苗の息子） - 安村和之

第2話「狙われた町家レストラン！ラブレターの罠」
- 戸田ハツ子（レストランの大家） - 淡島千景
- 三島広之（レストラン「三島倶楽部」オーナー） - 田中隆三

第3話「古本屋の女・寺町通り骨董屋殺人事件！」
- 本宮結子（古本屋店員） - 池上季実子
- 内野定之（扇職人） - 橋爪淳
- 新田めぐみ（骨董店主人） - 前川恵美子
- 鷲尾奈緒子（西方中学 体育教師・内野の同級生） - 斉藤林子

第4話「埠頭で待つ女・舞鶴、兄弟船に仕掛けられた罠！」
- 岩崎多恵（船宿の女将） - 筒井真理子
- 岩崎次郎（航一の弟） - 菊池均也
- 岩崎航一（多恵の夫・漁師） - 田尻茂一

第5話「祇園を行商する女・姑いじめが呼んだ失踪劇!?」、第6話「愛人を呼びつけた女VS殺人者を待つ女！」
- 沢田志麻子（和傘店店員） - 中村久美
- 林頼子（良作の妻） - 大島さと子
- 林文枝（良作の母） - 弓恵子
- 林良作（農家） - 安藤一夫（5話のみ）

第7話「神戸から来た女・逆セクハラに潜む謎！」
- 野木りん子（荒物屋店員） - 池内淳子
- 森洋平 - 井前隆一朗
- 北里南（女子高生） - 林知花
- 沢田紀夫（建築業） - 木下通博

第8話「喪服の女・連続香典泥棒に秘められた謎！」
- 山本雅（居酒屋店員） - いしのようこ
- 本間（本間葬儀社 社長） - 松澤一之
- 山本麻美（雅の娘・難病を抱えた少女） - 岸由紀子

第9話「偽名の女・短歌に秘められた三角関係！」
- 高木由貴（偽名「山川登美子」） - 山本陽子
- 村迫千鶴（建築デザイナー・由貴の大学の同級生） - 入江若葉

第10話「恋人を捨てた母VS母親を捨てた跡取り娘！」
- 里見絢子（呉服屋「久松」女将） - 姿晴香
- 里見あかね（絢子の娘・女子高生） - 栗山千明

最終話「道連れにされた記者 京都〜鹿児島〜枕崎、故郷に拒絶された女との二人旅！盗まれたスクープテープを追え!!」
- 田原ハル子（詐欺の常習犯） - 有馬稲子
- 有田昌江 - 白川和子
- 森山耕太郎（窃盗の常習犯） - 伊藤俊人
- 尾関（京都府警察幹部） - 石丸謙二郎
- 松下しのぶ（祇園のクラブママ） - 速水典子

### 京都迷宮案内5 第5シリーズ（2003年）
第1話「ひき逃げ殺人犯を雇った男！」
- 田代逸郎（石材店社長） - 伊東四朗
- 白石厚史（石材店従業員） - 尾美としのり

第2話「骨壺を抱く女！」
- 堀内若菜（堀内の妻） - 山口果林
- 日高（堀内の担当医） - 沖田さとし
- 堀内（杉浦恭介の元同僚の新聞記者・大学病院の入院患者） - 松本新一郎

第3話「25年目の恋！スクープを止めた女」
- 滝本修造（橘つた子の元恋人） - 中山仁

第4話「泥棒の息子と呼ばれた男」
- 清水健一（金一の息子・自動車整備工場経営） - 高橋和也（子供時代：小阪風真）
- 清水金一（忍び込み専門の泥棒） - 佐川満男

第5話「もう一つの時効！汚名を着せられた女!!」
- 池内吉乃（民宿「吉乃」女将） - 藤真利子
- 坂井陽一郎（坂井陽平の亡父） - 西田健
- 笹野（金融会社社長） - 司裕介

第6話「殺人犯を待つ父子」
- 岩倉昭一（うどん屋店主） - 綿引勝彦
- 黒江美春（フリーター） - 有坂来瞳
- 岩倉貴哉（フリーター） - 村瀬純平

第7話「スクープを与えた刑事」、第8話「殺人犯にされた事件記者」
- 門脇純一 - 浅田祐二（第8話のみ）
- 佐伯 - 丸岡奨詞（第8話のみ）
- 記虎恒男（総会屋） - 勝野賢三
- 萩原耕太（女子大生殺しの容疑者） - 伊達知永（第7話のみ）
- 井村さよ - 松村康世（第8話のみ）

第9話「恋に落ちた女性記者！」
- 龍村俊（ホスト） - 高野八誠
- 吉野遥（強盗事件の被害者） - 朱花

第10話「恋愛小説の罠！ストーカーを待つ女!!」
- 朝倉樹（推理作家） - 鈴木砂羽

最終話「娘を愛しすぎた母！悪意のスクープに壊された親子の絆!! 京都〜神戸・有馬温泉を結ぶ謎!!」
- 前田緑（京子の母） - 名取裕子
- 前田京子（無職） - 大村彩子
- 前田雅子 - 竹井みどり
- 神林均一（四条東警察署 警部補） - 石倉三郎
- 近藤（高校教師） - 河原崎建三

### 新・京都迷宮案内1 第6シリーズ（2003年）
第1話「偽りの母を演じる女記者…嵐の人事に揺れる杉浦とつた子!!」
- 伊佐山一美 - かとうかずこ
- 伊佐山リコ - 柳沢なな

第2話「私は誰!? 逮捕されたい女…京都〜舞鶴港 届かぬ母娘愛」
- 井沢敦子（記憶喪失・仮名「斎藤はる奈」） - 洞口依子
- 井沢修二（敦子の夫） - 松澤一之

第3話「助けて杉浦君!! 元彼女の叫び」
- 船村キク江（杉浦恭介の高校時代の同級生） - 松原智恵子
- 久永（桶職人） - 桂春團治
- 坂上洋子 - 西尾三枝子
- 森下あや乃 - 立石凉子

第4話「初恋の罠！ストーカーになった母」
- 木内順子（夫は単身赴任で息子と二人暮し） - 東ちづる
- 田代弘樹 - 長谷川初範

第5話「見えない紅葉…祇園から消えた女」
- 川勝昭次（年金生活者） - 田村高廣
- 川勝栄子（川勝の妻） - 桜町弘子

第6話「私は捨てられた女！老母の逆襲!!」
- 二宮美佐子（認知症） - 朝丘雪路
- 石井昭雄（美佐子の息子・老舗和菓子店に婿養子） - 中西良太

第7話「紅葉の罠！殺人犯に愛された人妻!!」
- 林田美津雄（所轄署刑事・大洞浩次郎の元部下） - うじきつよし
- 林田香苗（林田の妻） - 山下容莉枝

第8話「カリスマ主婦の誤算 女子高生通り魔事件」
- 芦屋美奈子（インテリアコーディネーター） - 根岸季衣
- 芦屋香織（美奈子の娘・女子高生） - 浅見れいな

最終話「幻の殺意！二人の男を愛した未亡人!! 京都〜金沢、涙のクリスマスプレゼント」
- 宮下昇（誠二の兄・新聞販売店の配達員） - 段田安則
- 宮下博子（誠二の妻） - 野村真美
- 宮下健太郎（誠二と博子の息子） - 東海孝之助
- 宮下誠二 - 梨本謙次郎

### 新・京都迷宮案内2 第7シリーズ（2004年）
第1話「VS京都地検の女！狙われた記者!!」
- 塩尻悟（京都日報の記者・円谷晋作の同期） - 春田純一
- 瀬川宏（山東恭子の義兄） - 内埜則之

第2話「闇に消えた客！取材拒否の店」
- 岩崎貴子（中華料理屋「宝洛軒」女将） - 藤田朋子
- 梶山好恵（梶山の妻） - 栗田よう子
- 梶山重雄（山兼建設 部長） - 団時朗
- 高木（河端病院 事務長） - 峰蘭太郎

第3話「奇妙な落書きの謎」
- 川地清美（出戻り） - いしだあゆみ
- 川地達夫（清美の父・元役所職員） - 高松英郎
- 佃（東山警察署 刑事） - 丸岡奨詞

第4話「正義の父！ジャムパン一個殺人事件!!」
- 国松久雄（元警察官） - 細川俊之
- 服部めぐみ（友樹の恋人） - 大谷允保
- 国松友樹（久雄と和子の息子・コンビニ店長） - 福士誠治
- 国松和子（久雄の妻・故人） - 篠原久美子

第5話「消えた舞妓の秘密」
- 田島緑（舞妓） - 末永遥
- 飯島章一（緑の友人） - 黒田勇樹
- 「ホテル雅」フロント - 唐沢美帆

第6話「特ダネ写真を持ち込んだ女！」
- 小沼加哉子（スナック「カヤコ」経営） - 坂口良子
- 赤堀美和（赤堀の別居中の妻） - 未来貴子
- 赤堀信也（テニススクールコーチ） - 神保悟志
- 本庄静男（京都日報写真部のカメラマン） - 堺正章（最終話にも出演）

最終話「いつも誰かに見られている！」
- 本庄早苗（本庄の妻） - 松本留美
- 藤巻徹（新聞配達員） - 草野康太

### 新・京都迷宮案内 スペシャル（2005年）
「死を呼ぶコラム"桜咲く"犯罪に利用された杉浦記者！京都〜大阪、追跡の果てに」
- 木村正道（丸山交番 巡査部長） - 赤井英和
- 滝本昭子（滝本の妻） - 渡辺梓
- 木村ひさ乃（木村の妻） - 北原佐和子
- 堀内（デイリー京都の記者） - 渡辺哲
- 上里一幸（無職） - 安藤一夫
- 滝本宏之 - 池田政典
- 木村詩音（木村とひさ乃の娘） - 笹岡亜津紗
- 広畑（西加茂警察署 署長） - 隆大介
- 木村妙子（木村の母） - 南田洋子

### 新・京都迷宮案内3 第8シリーズ（2006年）
第1話「狙われた洋食屋！被害届を出す女」
- 吉永今朝子（洋食屋「キッチンよしなが」店主） - 栗原小巻

第2話「出来すぎたアリバイ！消えた殺人犯」
- 小山勢太郎（京都府警捜査四課 刑事） - 前田吟
- 藤原由加利 - 須藤理彩
- 筒井康隆（作家） - 筒井康隆

第3話「晩秋の京都〜琵琶湖 杉浦のなが〜い一日」
- 広中冬子 - 光浦靖子

第4話「眠れぬ夜の殺意！」
- 中澤良彦（ラーメン店バイト・洛南商事の元社員） - 布施博
- 宮元祐司（洛南商事 人事部長・中澤の元部下） - 梨本謙次郎
- 宮元健（宮元の息子・道路工事労働者） - 笠原秀幸
- 中澤留美子（中澤の妻） - 元井須美子

第5話「高すぎた茶碗！骨董品サギの秘密」
- 今昔亭玉太郎（落語家） - 月亭八方
- 吉田美穂 - 藤貴子
- 今昔亭玉輔（落語家） - 芦屋小雁
- 今昔亭め玉（落語家） - 井之上チャル

第6話「殺意の社交ダンス！姿なきパートナー!!」
- 飯沢元（飯沢造園 社長） - 渡辺哲
- 片山美千代 - 東てる美
- 飯沢洋子（飯沢の娘） - 吉村涼

第7話「禁じられた取材！京都日報に張られた罠」
- 西川泰介（円谷晋作の同期） - 相島一之
- 蓮見良子 - 岩本千春
- 野添智仁（小学校教諭） - モロ師岡

第8話「京都の母！修学旅行生に裏切られた女将」
- 町村百合（「ホテル松井」女将） - 姿晴香
- 町村松子（「ホテル松井」大女将） - 雪代敬子
- 白川峰雄 - 内山眞人

第9話「張り込まれた女！おむすびの恋!!」
- 青木苑子（「スナックその」ママ） - 石田えり
- 篠崎 - 峰岸徹
- 神林信弥（「スナックその」常連客） - 本田大輔

最終話「杉浦恭介最後の事件 殺意を呼ぶ逆転勝訴！京都〜奈良、25年の絆を試された熟年夫婦」
- 田島孝一（会社員） - 永島敏行
- 田島緑（田島の妻） - 黒田福美
- 野口啓子（田島の支援者） - 中川安奈
- 石坂庄平 - 谷口高史

### 新・京都迷宮案内4 第9シリーズ（2007年）
第1話「杉浦復活！作られたスクープ!!」、第2話「スクープの罠！利用された女の謎」
- 山崎信二郎（大津ジャーナル 代表・大東新聞大阪社会部の元記者） - 中村敦夫
- 林啓子（山崎の元部下） - 浅野ゆう子
- 牧野安雄（京都日報本社社会部 遊軍記者・福知山支局から栄転） - 北村有起哉
- 石谷要介（蕎麦屋店主・杉浦恭介の元同僚） - 岡本富士太
- 林清美（啓子の母） - 柳川慶子
- 林涼太（啓子の息子） - 森永悠希
- 牧野雄作 - 篠塚勝（第1話のみ）

第3話「虹を待つ女！黒電話の秘密…」
- 大北比佐子（元医師） - 長山藍子
- 山口秀典（ケースワーカー） - 斉藤陽一郎
- 荻原素子（孝志の元恋人） - 長谷川真弓
- 大北孝志（比佐子の息子・故人） - 堀田貴裕

第4話「放課後の罠！女子高生の告白…」
- 細川勇一（清涼館高校 数学教師・ラグビー部顧問） - 平田満
- 上野俊哉（清涼館高校 ラグビー部員） - 浅利陽介
- 喜多嶋美里（清涼館高校 生徒） - 天川美穂

第5話「見えない絆！連続放火犯に潜む闇」
- 岸田俊介（デイリー京都の記者） - 金田明夫
- 岸田涼子（岸田の妻・ドイツ在住） - 山本みどり
- 岸田紀治（岸田の長男） - 宮崎将
- 岸田久美子（岸田の長女） - 坂野友香
- 岸田泰治（岸田の次男・故人） - 平井亮裕

第6話「出来すぎた証言！逃げた泥棒の謎」
- 岡本正敏（円谷晋作の伯父・タクシー会社社員） - 大地康雄

第7話「逮捕されたい男！京都タワーの謎」
- 中津隆志（末期癌） - 鳥羽潤
- 城山絹代 - 石井トミコ

第8話「37年目のラブレター 雛祭りの秘密」
- 藤本珠子（藤本の妻・高利貸し） - 秋野暢子
- 三輪信一（工場労働者・大崎の大学時代の同級生） - 寺泉憲
- 大崎宏（珠子の兄・老舗和菓子店主人） - きたろう
- 藤本（住職） - 浅田祐二

最終話「二人だけの卒業式！二度殺された少女!!」
- 児玉亜紀（洛明中学校 生徒） - 柳生みゆ
- 里中（洛明中学校 教頭） - 山田辰夫
- 望月（洛明中学校 教諭） - 宮川一朗太
- 田添範雄（洛明中学校 校長） - 西園寺章雄
- 田添徳子（田添の妻） - 前川恵美子
- 前田りん子（洛明中学校 生徒） - 三島由華

### 新・京都迷宮案内 スペシャル（2007年）
「母が化粧をする理由 殺人・誘拐、偽りの家族を襲う二つの事件!! 京都〜尾道、運命の再会に試された親子愛」
- 中村駒子（一郎の妻） - 杉田かおる
- 中村一郎（元板前） - 今井雅之
- 石坂将一（スポーツジムオーナー） - 大鶴義丹
- 中村唱子（一郎の娘） - 蓮沼佳奈

### 新・京都迷宮案内5 第10シリーズ（2008年）
第1話「盗まれた恋愛小説！“忘れえぬ女”の謎」
- 佐竹律子（生花店オーナー） - 水前寺清子
- 楠本時子（楠本の妻） - 高林由紀子
- 楠本英輔 - 池田謙治

第2話「偽りの情報提供！定年退職者が仕組む罠」
- 河辺紀一（京都日報 専務・杉浦恭介の同期） - 夏八木勲
- 河辺尚子（河辺の妻） - 大川栄子
- 伊藤光一（元警察官） - 菅原大吉
- 河辺（河辺と尚子の息子・サラリーマン） - 川岡大次郎
- 河辺（河辺と尚子の娘・OL） - 直林真里奈

第3話「母を待つ少女の秘密…誕生日に秘められた謎!!」
- 上条緑（ホステス） - 西尾まり
- 上条朋子（緑の次女・小学生） - 島田麻貴
- 上条麻美（緑の長女） - 渡辺万也

第4話「失われた絆！町家を愛しすぎた男!!」
- 森田和道（偽名「花登和男」・森田工務店の元社長） - 大杉漣
- 花登雅夫（中華料理屋店員・森田工務店の元社員） - 柄本佑
- 近藤（解体屋社長） - 六平直政

第5話「婚約者にされた杉浦!! 三日だけの淑女！」
- 田中弘子（家政婦） - 中田喜子
- 田中淳之介（弘子の父・元警察官） - 神山繁
- 川口久子（弘子の妹） - 平栗あつみ
- 磯崎英一（老舗呉服店「本橋屋」従業員・弘子の恋人） - 大久保鷹
- 本橋宏子（老舗呉服店「本橋屋」社長） - 町野あかり

第6話「捨てられなかった万年筆の秘密!! 身勝手な友情！」
- 柏木加寿子（曽ヶ端渚の高校時代の先輩・元東京の新聞記者） - 中村久美
- 柏木登志子（加寿子の母・認知症） - 星野美恵子

第7話「消えた連続放火犯！狙われたお惣菜屋の秘密!!」
- 深町かず子（惣菜店「葉月」元店主） - 白川由美
- 入江俊之（惣菜店「葉月」現店主） - 志村東吾
- 入江美雪（入江の妻） - 粟田麗
- 深町聡美（かず子の義娘・人材派遣会社代表） - 石井めぐみ

最終話「10年目の罠！1億円を拾った姉妹の秘密…」
- 糸川春子（自称介護士・前科者） - 市原悦子（幼少期：太田唯）
- 佐々木美弥子（春子の姉） - 馬渕晴子
- 坂井信吉（要介護） - 織本順吉
- 吉武孝雄（詐欺師） - 立川三貴
- 佐々木明久（美弥子の息子・レストラン社長） - 中西良太
- 佐々木総子（明久の妻） - 村松恭子

### 京都迷宮案内 スペシャル（2009年）
「幻のスクープ！偽りの判決・罪を逃れた女 元判事、30年目の告白“あれは誤判だった”幸福な殺人者の秘密」
- 竹部恵子 - 室井滋
- 末松弥一郎（元判事） - 大滝秀治
- 坂田紀和（烏丸警察署生活安全課 警部補） - 伊藤洋三郎
- 竹部徹（恵子の夫） - 草川祐馬